# أطعمة الفطر
أطعمة الفطر (بالإنجليزية: Mushroom edible) تُعرف أيضًا بأسم الفطر المهلوس أو الفطر السيكيديليّ، ويُطلق عليه احيانًا أسم الفطر القانوني، وهو طعام يحتوي على مواد مهلوسة مشابهة لتلك الموجودة في الفطر ذو التأثير النفسي، مثل فطر السيلوسيبين، و فطر غاريقون الذباب. الموجودة في ألواح الشوكولاتة، والحلوى الشحمية، وغيرها من المنتجات الغذائية.
شهدت هذه المنتجات الفطرية رواجًا متزايدًا في الولايات المتحدة في عام 2020. وتقع هذه الأطعمة ضمن نطاق قانوني غير واضح، حيث قد تعتبر قانونية أو غير قانونية اعتمادًا على المكونات الداخلة في تصنيعها. وقد رُبطت إحدى العلامات التجارية لهذه الأطعمة، المعروفة باسم دايموند شروومز، بمئات حالات التسمم، من بينها حالات وفاة.
وقد حذّرت إدارة الغذاء والدواء المستهلكين من شراء أو تناول هذه الأطعمة الفطرية.
كما قامت إدارة الغذاء والدواء في أواخر عام 2024 بحظر استخدام مكونات فطر غاريقون الذباب في المنتجات الغذائية داخل الولايات المتحدة.
وتقوم إدارة الغذاء والدواء حاليًا بتقييم استخدام فطر غاريقون الذباب ومكوناته في المكملات الغذائية، مع تذكير الشركات المصنعة بضرورة الالتزام بمعايير السلامة، وتشجيعها على التواصل مع مكتب برامج المكملات الغذائية بشأن أي استفسارات.

## الوصف
تحتوي الأطعمة الفطرية على مركبات كيميائية موجودة، أو مرتبطة بتلك التي في فطر السيلوسيبين، مثل سيلوسيبين، وسيلوسين، أو 4 أكو دي إم تي المعروف أيضًا باسم بسيلاتسين، أو الفطر الصناعي، أو على مركّبات موجودة في فطر غاريقون الذباب مثل الموسيمول أو حمض الإيبوتينيك.
يُعد فطر السيلوسايبن من العقارات المخلة بالنفس التي تؤثر على مستقبلات السيروتونين، في حين يُصنّف فطر غاريقون الذباب ضمن المهلوسات المؤثرة على مستقبلات غابي الفعل. أما مركّب 4 أكو دي إم تي ، فهو نظير صناعي للسيلوسايبن، ويُعد بمثابة دواء أولي يتحوّل في الجسم إلى سيلوسين، على غرار السيلوسايبن نفسه.
قد تحتوي الأطعمة الفطرية أيضًا على مواد وعقاقير لا علاقة لها إطلاقًا بالفطر، وقد تبيّن احتواؤها، في بعض الحالات، على مركّبات مثل أملاح الاستحمام، و4 أكو دي إم تي، والدواء بوصفة الخاضع للرقابة بريغابالين، بالإضافة إلى مكونات من نبتة الكافا، وغيرها. وغالبًا ما لا تُدرج المكونات على العبوة بوضوح، وقد يُكتفى بعبارات عامة مثل مزيج فطري خاص، أو مزيج سحري.
بدأ بيع الأطعمة الفطرية في الولايات المتحدة خلال عام 2020، وازداد رواجها بشكل ملحوظ منذ عام 2023. وتشمل هذه المنتجات ألواح الشوكولاتة، والحلوى الشحمية، وغيرها من المواد الغذائية. وغالبًا ما تُباع هذه المنتجات في محلات بيع لوازم التدخين أو المتاجر الرئيسية، ومتاجر القنّب، ومحطات الوقود، او عبر الإنترنت.
ومن بين أشهر العلامات التجارية في الولايات المتحدة التي تنتج الأطعمة الفطرية هي بولكادوت، وتري هاوس، ويُعتبر الانتشار الواسع لمنتجات فطر غاريقون الذباب في الأسواق، على وجه الخصوص، تطورًا حديثًا نسبيًا بالمقارنة مع الفطريات المهلوسة عمومًا. وغالبًا ما يتم الخلط بشكل غير دقيق بين هذا الفطر وفطر السيلوسايبن، سواء من حيث اليقظة الدوائية، أو الفوائد العلاجية المحتملة عند استخدامه طبيًا.
تُصنَّف الأطعمة الفطرية عمومًا ضمن نطاق قانوني غير واضح في الولايات المتحدة، وهي غير خاضعة للتنظيم الرسمي. وغالبًا ما تنتشر في الأسواق منتجات مقلدة أو مزيفة تُحاكي العلامات التجارية الكبرى من حيث الشكل والعلامة، لكنها قد تحتوي على مكونات مختلفة تمامًا.
في ديسمبر 2024، أُفيد بأن شركة تُدعى بسايلوسيف قد أطلقت برنامجًا لاختبار واعتماد منتجات الفطر المهلوس. حيث يهدف هذا البرنامج إلى ضمان جودة المكونات، والفاعلية دوائية، وسلامة المنتجات. وقد تعاونت حوالي 15 علامة تجارية من منتجات الفطر مع شركة بسايلوسيف ضمن هذا البرنامج.

## الوضع القانوني
يُعد فطر غاريقون الذباب ومركّباته النشطة مثل الموسيمول، وحمض الإيبوتينيك من المواد غير الخاضعة للرقابة القانونية في معظم الولايات المتحدة، وبالتالي تُعتبر قانونية.
في المقابل، تُعتبر مواد أخرى قد تكون موجودة في الأطعمة الفطرية، مثل السيلوسايبن والسيلوسين، من المواد الخاضعة للرقابة القانونية، وبالتالي فهي غير قانونية.
في ديسمبر 2024، قامت إدارة الغذاء والدواء الأمريكية بحظر استخدام مركّبات فطر غاريقون الذباب، بما في ذلك الموسيمول، وحمض الإيبوتينيك، وألمسكارين، في المنتجات الغذائية، بما في ذالك الأطعمة الفطرية.
وقد دفع ذالك وكالة إدارة مكافحة المخدرات الأمريكية إلى تصنيف فطر غاريقون الذباب، و مركّباته الفعالة ضمن قائمة المواد الخاضعة للرقابة، لكن مسألة تنفيذ ذلك تعتمد على نهج إدارة الرئيس دونالد ترمب في التعامل مع هذه القضايا. وعادةً ما تكتفي إدارة الغذاء والدواء بإصدار رسائل تحذيرية دون اتخاذ إجراءات صارمة، ما لم تكن هناك مخاطر صحية جسيمة.
وقد حذّرت إدارة الغذاء والدواء الأمريكية، إلى جانب وكالات حكومية أخرى مثل إدارة كاليفورنيا للصحة العامة، المستهلكين من شراء أو تناول الأطعمة الفطرية.

## التسمم
ارتبطت إحدى العلامات التجارية للأطعمة الفطرية، المعروفة باسم دايموند شروومز، بمئات حالات التسمم، من بينها ثلاث حالات وفاة، وقد سُحبت مُنتجاتها من الأسواق.
أجرت إدارة الغذاء والدواء الأمريكية تحقيقًا، وحدّدت وجود عدد من المكونات في تلك المنتجات تتضمن الموسيمول، والبسيلاتسين، والسيلوسايبن، والبريغابلين، بالإضافة إلى مركّبات مستخلصة من نبتة الكافا.
ولا يزال السبب الدقيق وراء حالات التسمم غير واضح، إلا أنه قد يكون ناتجًا عن كميات سامة من الموسيمول، أو بسبب وجود حمض الإيبوتينيك، المعروف بكونه مادة سامة للأعصاب ومسببة للتشنجات. وبشكل عام، تُعرف مركّبات فطر غاريقون الذباب بأنها أكثر سمية وأقل أمانًا مقارنة بمركّبات فطر السيلوسايبن.
كما أن هناك نقصًا عامًا في ضبط الجودة فيما يتعلق بجرعات المكونات النشطة في الأطعمة الفطرية، حيث يمكن أن تختلف الكميات بشكل كبير حتى داخل المنتج الواحد. وقد تعرّض بعض الأطفال أيضًا للتسمم بسبب هذه المنتجات، بعد سرقة ألواح الشوكولاتة من والديهم.